# PTHC
PTHC er en forkortelse for PreTeen HardCore, dvs. pornografisk materiale med personer under 13 år, og dermed børneporno. Forkortelsen PTHC er en forkortelse der har til formål at maskere det ulovlige og krænkende indhold for øvrigheden, så pædofile diskret kan dele filerne med hinanden. Indgår forkortelsen i et filnavn er det således sandsynligt at filen indeholder børneporno.

## Eksterne links
- Red Barnets side om børneporno Arkiveret 21. september 2006 hos  Wayback Machine